# Bernard V Pelet
Pour les articles homonymes, voir Bernard V et Pelet.
Bernard V Pelet (décédé en 1172), est le fils de Raymond Pelet d’Alès et de son épouse Mabel, de famille inconnue. Il était seigneur d'Alès. Bernard est devenu Comte de Melgueil par son mariage avec Béatrice de Melgueil (jure uxoris), en 1146. Une source affirme que Bernard a participé à la Première Croisade, mais il n'existe pas de preuve de ce fait.
Bernard et Béatrice ont eu deux enfants :
- Bertrand Pelet († vers 1191 ou après) ;
- Ermessende Pelet († vers 1176).